# Čeljabinský traktorový závod
Čeljabinský traktorový závod (rusky: Челябинский тракторный завод, Čeljabinskij traktornyj zavod, zkráceně ЧТЗ, ČTZ), také známý jako CTZ-URALTRAK (ЧТЗ-УРАЛТРАК), je traktorový závod v ruském městě Čeljabinsk.

## Historie
Čeljabinský traktorový závod byl projekt první pětiletky. Závod byl založen v roce 1933, prvním produktem byl pásový traktor Stalinec С-60 (Сталинец-60, (60 koní)) poháněný petroletherem (benzín). V roce 1937 továrna vyrobila první naftový traktor C-65 (Сталинец-65, Stalinec-65). Do roku 1940 bylo vyrobeno 100 000 traktorů.
Během druhé světové války sedm dalších průmyslových subjektů (včetně leningradského Kirovova závodu a 15 000 jeho zaměstnanců) bylo zcela nebo částečně přemístěno do Čeljabinsku, do podniku, který je známý jako „Tankograd“. Pracovní síla vzrostla na 60 000 pracovníků (1944), od 25 000 během nevojenské výroby v Kirovově závodě. Během války zde bylo vyrobeno přes 18 000 tanků, 48 500 tankových vznětových motorů a 17 milionů kusů střeliva. Produkce zahrnovala tanky KV (od roku 1941), T-34 (od roku 1942), KV-85, IS (od roku 1943), T-34/85 a samohybné dělo SU-85 (1944). V roce 1945 byl závodu udělen Řád Kutuzova, Leninův řád 1. třídy, Řád rudé hvězdy a další vyznamenání. Vyznamenání bylo uděleno za úsilí v pomoci porazit nacistické Německo.
Po ukončení 2. světové války byla obnovena civilní výroba traktorů typem С-80 (Сталинец-80, Stalinec-80) z roku 1946. V roce 1958 se podnik vrátil k původnímu názvu Čeljabinský traktorový závod. Roku 1961 vstoupil do výroby traktor s dieselelektrickým pohonem – typ DET-250 (ДЭТ-250). Miliontý traktor z ČTZ byl vyroben v roce 1984. V roce 1990 vznikl traktor s hydromechanickým přenosem výkonu (model T-10).
V roce 2008 se ČTZ stal součástí holdingu Uralvagonzavod, který Uraltrak zřídil v souvislosti s jinými traktorovými společnostmi.